# Тони Рино
Тони Рино (на шведски: Tony Reno) е артистичен псевдоним на шведския рок музикант, барабанист Тони Петър Ниемистьо (на шведски: Tony Peter Niemistö).

## Биография
Роден е на 10 февруари 1963 г. в община Дандерюд, Швеция.
Неговото име е свързано най-вече с шведската рок група „Юръп“, в която свири от 1979 до 1984 г., като участва в записите на първите им 2 албума Europe и Wings of Tomorrow.
След 1993 г. прекратява активната си музикална дейност, като живее и работи в компютърна фирма в шведския град Упландс Весбю.